# Аху Тонгарики
Аху Тонгарики је највећи аху на Ускршњем острву. Налази се уз обалу подно вулкана Пуакатике.1960. обалу је погодио плимни талас којега је изазвао потрес, те Моаие, од којих су неки тешки и 30 тона, однео је у унутрашњост острва неколико стотина стопа. Аху Тонгарики има на себи 15 моаија. Рестауриран је 1990-их година.